# Saint-Martin-l’Astier
Saint-Martin-l’Astier település Franciaországban, Dordogne megyében. Lakosainak száma 140 fő (2022. január 1.). Saint-Martin-l’Astier Saint-Étienne-de-Puycorbier, Saint-Laurent-des-Hommes, Saint-Michel-de-Double, Saint-Front-de-Pradoux és Saint-Médard-de-Mussidan községekkel határos.

## Népesség
A település népessége az elmúlt években az alábbi módon változott:
| Lakosok száma | 128  | 140  | 152  | 137  | 137  | 139  | 138  | 138  | 138  | 140  |
|               | 1968 | 1982 | 1990 | 2006 | 2013 | 2015 | 2017 | 2019 | 2020 | 2022 |